# Philodromus bimuricatus
Philodromus bimuricatus es una especie de araña cangrejo del género Philodromus, familia Philodromidae. Fue descrita científicamente por Dondale & Redner en 1968.

## Distribución
Esta especie se encuentra en los Estados Unidos.